# District Bihor (interbellum)
Het district Bihor was een district van het koninkrijk Roemenië of Groot-Roemenië. De hoofdstad van het district was Oradea.

## Ligging
Bihor lag in het westen van het koninkrijk, in de regio Transsylvanië. Het voormalige district stond ongeveer gelijk aan het tegenwoordige district Bihor. Bihor grensde in het westen aan Hongarije, in het noorden aan Sălaj, in het oosten aan Cluj en Turda en in het zuiden aan Arad.

## Bestuurlijke indeling
Het district Bihor was weer onderverdeeld in twaalf bestuurlijke gebieden (plăși): Plasa Aleșd, Plasa Beiuș, Plasa Beliu, Plasa Ceica, Plasa Centrală, Plasa Marghita, Plasa Săcuieni, Plasa Sălard, Plasa Tileagd, Plasa Tinca en Plasa Vișcău.

## Bevolking
Volgens cijfers uit 1930 had het district in dat jaar 510.318 inwoners, waarvan 61,6% Roemenen, 30,0% Hongaren, 4,3% Joden, 2,2% Tsjechen en Slowaken en enzovoorts waren. De meesten hadden het Roemeens (61,4%) als moedertaal, gevolgd door het Hongaars (33,8%), Tsjechisch (2,0%), Jiddisch (1,5%), enzovoorts. Van deze mensen behoorde 49,8% tot de Roemeens-orthodoxe Kerk, 21,0% tot de Gereformeerde Kerk, 10,7% tot de Roemeense Grieks-Katholieke Kerk, 10,4% was rooms-katholiek, 5,4% was mozaïek, 2,2% was baptist, enzovoorts.

### Urbanisatie
102.277 mensen leefden in 1930 in de steden van Bihor. Daarvan waren 54,8% Hongaren, 26,4% Roemenen, 15,4% Joden, 1,0% Duitsers, enzovoorts. In de steden hadden de meesten het Hongaars (67,9%) als moedertaal, daarna het Roemeens (24,9%), Jiddisch (4,3%), Duits (1,3%), enzovoorts. Van de mensen in de steden waren 31,5% gereformeerd, 20,6% Mozaïek, 19,3% rooms-katholiek, 17,5% Roemeens-orthodox, 9,1% Grieks-katholiek, 1,1% lutheranist, enzovoort.
Alba · Arad · Argeș · Bacău · Baia · Bălți · Bihor · Botoșani · Brăila · Brașov · Buzău · Cahul · Caliacra · Câmpulung · Caraș · Cernăuți · Cetatea-Albă · Ciuc · Cluj · Constanța · Covurlui · Dâmbovița · Dolj · Dorohoi · Durostor · Făgăraș · Fălciu · Gorj · Hotin · Hunedoara · Ialomița · Iași · Ilfov · Ismail · Lăpușna · Maramureș · Mehedinți · Mureș · Muscel · Năsăud · Neamț · Odorhei · Olt · Orhei · Prahova · Putna · Rădăuți · Râmnicu-Sărat · Roman · Romanați · Sălaj · Satu-Mare · Severin · Sibiu · Someș · Soroca · Storojineț · Suceava · Târnava-Mare · Târnava-Mică · Tecuci · Teleorman · Tighina · Timiș-Torontal · Trei-Scaune · Tulcea · Turda · Tutova · Vâlcea · Vaslui · Vlașca